# Романов, Алексей Осипович
Алексе́й О́сипович Рома́нов (16 октября 1904, станица Екатериноградская, Терская область, Российская империя — 3 ноября 1979, Москва) — советский государственный и спортивный деятель, член Международного олимпийского комитета от СССР в 1952—1971 годах.

## Биография
С 1925 года на физкультурно-спортивной работе. В 1930 году окончил Государственный центральный ордена Ленина институт физической культуры. Участник Великой Отечественной войны. 
С 1951 по 1958 год председатель, 1-й заместитель председателя Комитета по физической культуре и спорту при Совете министров РСФСР, заместитель министра здравоохранения РСФСР. С 1958 по 1965 год заместитель председателя научно-методического совета Комитета по физической культуре и спорту при Совете министров СССР, главный редактор журнала «Теория и практика физической культуры». 
С 1951 по 1979 год член Олимпийского комитета СССР. В 1952—1971 член Международного олимпийского комитета от СССР, с 1971 по 1979 годы — почётный член МОК.
Судья всесоюзной категории с 1964 года.

## Награды
- Орден «Знак Почёта» (27.04.1957) — «за успехи, достигнутые в деле развития массового физкультурного движения в стране, повышения мастерства советских спортсменов, и успешное выступление на международных соревнованиях

## Сочинения
- Современные проблемы международного олимпийского движения (1963)
- Международное олимпийское движение (1966, под псевдонимом Р. О. Алексеев)
- Международное спортивное движение (1973)
- МОК и международные спортивные объединения (1979)